# エリーザベト・フォン・バイエルン (1478-1504)
エリーザベト・フォン・バイエルン（Elisabeth von Bayern, 1478年 - 1504年9月15日）は、ドイツ・バイエルン＝ランツフート公爵家の公女。男子相続者が絶えた同公爵家の女子相続人に指名された。

## 生涯
バイエルン公ゲオルクとその妻のポーランド王女ヤドヴィガの間の長女として生まれた。兄ルートヴィヒ（1496年より前に早世）の死後、男子相続者のいなくなったバイエルン＝ランツフート公爵家の相続問題の中心人物となる。もっとも、1392年及び1450年に結ばれたヴィッテルスバッハ家の家内法に拠れば、男子相続者の絶えた家系の領地は、同族の男系男子が相続することが定められていた。
父ゲオルクは、家内法に反して1496年9月19日付けの遺言状により、娘エリーザベトを自身の相続人・後継者と定めた。1499年2月10日、プファルツ選帝侯フィリップの三男で、3歳年下の従弟にあたるループレヒトと結婚した。夫との間に4人の息子をもうけ、うち2人が成人した。
- ループレヒト（1500年 - 1504年、双子の兄）
- ゲオルク（1500年 - 1504年、双子の弟）
- オットハインリヒ（1502年 - 1559年） - プファルツ＝ノイブルク公、プファルツ選帝侯
- フィリップ（1503年 - 1548年） - 「喧嘩好き（Philipp der Streitbare）」、プファルツ＝ノイブルク公

1503年、父公爵はエリーザベトの夫をニーダーバイエルン地方の総督に任命した。同年12月1日に父が死去した後、エリーザベトはランツフート公領の相続を断固として主張、等族議会が設置した摂政委員会と決定的な対立を引き起こし、ランツフート継承戦争が勃発する。
相続権を争うバイエルン＝ミュンヘン公爵家の当主アルブレヒト4世はエリーザベトよりも多くの重要な同盟者を味方に付け、ローマ王マクシミリアン1世もミュンヘン公爵家支持に回った。1504年8月20日、帝国アハト刑を宣告されていた夫ループレヒトが赤痢に罹って死んだ。エリーザベトは未亡人となっても戦いを続け、ランツフート、ディンゴルフィンク、モースブルクの諸都市を占拠していた。
やがてエリーザベト本人にも帝国アハト刑が宣告された。1504年9月12日、エリーザベトの同盟者だったボヘミア王の軍隊がヴェンツェンバッハ近郊で敵軍に決定的な敗北を喫した（ヴェンツェンバッハの戦い）。この戦闘の3日後、エリーザベトは死去した。死因は、当時ニーダーバイエルン地方に蔓延していた赤痢であったと推測される。公女の遺骸はゼリゲンタール修道院に埋葬された。